# The RZA Instrumental Experience
 (novembre 2023).
Si vous disposez d'ouvrages ou d'articles de référence ou si vous connaissez des sites web de qualité traitant du thème abordé ici, merci de compléter l'article en donnant les références utiles à sa vérifiabilité et en les liant à la section « Notes et références ».
Albums de RZA
Afro Samurai: The Soundtrack
(2007) Digi Snacks
(2008)
The RZA Instrumental Experience est un album instrumental de RZA, sorti le 13 août 2007. 

## Liste des titres
| No  | Titre                        | Durée |
| --- | ---------------------------- | ----- |
| 1.  | The Samples (Intro)          | 8:28  |
| 2.  | Wu-Tang: 7th Chamber, Part 2 | 2:39  |
| 3.  | Black Mamba                  | 3:07  |
| 4.  | Diesel                       | 3:03  |
| 5.  | Ya'll Been Warned            | 2:01  |
| 6.  | Knowledge God                | 4:31  |
| 7.  | Child's Play                 | 4:31  |
| 8.  | Chamber Music                | 3:07  |
| 9.  | Severe Punishment            | 2:59  |
| 10. | Wu-Tang: 7th Chamber         | 3:37  |
| 11. | For Heaven's Sake            | 2:40  |
| 12. | Camay                        | 4:41  |
| 13. | Ice Cream                    | 4:59  |
| 14. | Triumph                      | 4:10  |
| 15. | State of Grace               | 2:52  |
| 16. | Run                          | 4:35  |
| 17. | Brutality (The Grindz Remix) | 3:00  |
| 18. | Hollow Bones                 | 1:42  |
| 19. | Reunited                     | 2:51  |
| 20. | Domestic Violence            | 4:53  |
| 21. | My G.O.D.                    | 2:20  |
| 22. | Duck Seazon                  | 2:13  |